# ホンダ・CB125T
CB125T（シービーひゃくにじゅうごティー）は、本田技研工業が1964年から2003年ころまで製造販売していた排気量が125ccクラスのオートバイ。ベンリィスーパースポーツCB92から引き続くCBシリーズの排気量125ccクラスモデルであり、CB92同様の内径x行程=44.0x41.0（mm）から排気量124ccの空冷4ストロークSOHC並列2気筒180°クランクエンジンを搭載する。
当初の正式車名はベンリィCB125だった。1977年モデルから車名がベンリイCB125Tとなり、1982年モデルからペットネームの「ベンリイ」が消滅した。
何度かのマイナーチェンジを繰り返し継続販売がされたが、2003年の加速騒音規制強化にエンジン構造から対応することができず日本国内仕様の製造販売は終了した。

## モデル一覧
- 1964年 CB92よりフルモデルチェンジ[2]

車名：CB125　通称：CB93　車体番号　B125-1000001 -
パイプフレームを採用。
ツインキャブに変更。
最高出力15ps/10,500rpm・最大トルク1.07kg-m/9,200rpm。
4速リターン式マニュアルトランスミッション搭載。
電装は12V。
カムチェーンはシリンダー間センターに配置。
速度計はタコメーター未装備のまま楕円形状で大型化。
初期はフロントサスペンションは鉄ボトム、後期はアルミボトム。
- 1967年　モデルチェンジ[2]

車名　CB125　型名　CB125K1　車体番号　B125-2000001 -
メタリック系カラーを採用。
ウインカーを大型化。スイッチは横方向に変更。
バックミラーが丸型に変更。
カムチェーンをサイドに移設したCD125系エンジンベースへ変更。
速度計がCD系と似た台形に変更。
ライトケース、サイドカバーを樹脂製へ変更。
車重を127→110kgと17kgの軽量化を実施。
電装系を6Vに変更。
フロントドラムブレーキを160mm径へ小径化。
- 1968年7月29日発表 同年8月1日発売 マイナーチェンジ[3]

車名　CB125　型名　CB125K2　車体番号　CB125-3000001 - (B125からCB125に変更)
燃料タンクに2トーンカラーを採用。
トランスミッションを5速化。
前後フェンダーをメッキ化。
タコメーターを標準装備化。
フロントドラムブレーキを180mm径へ変更。

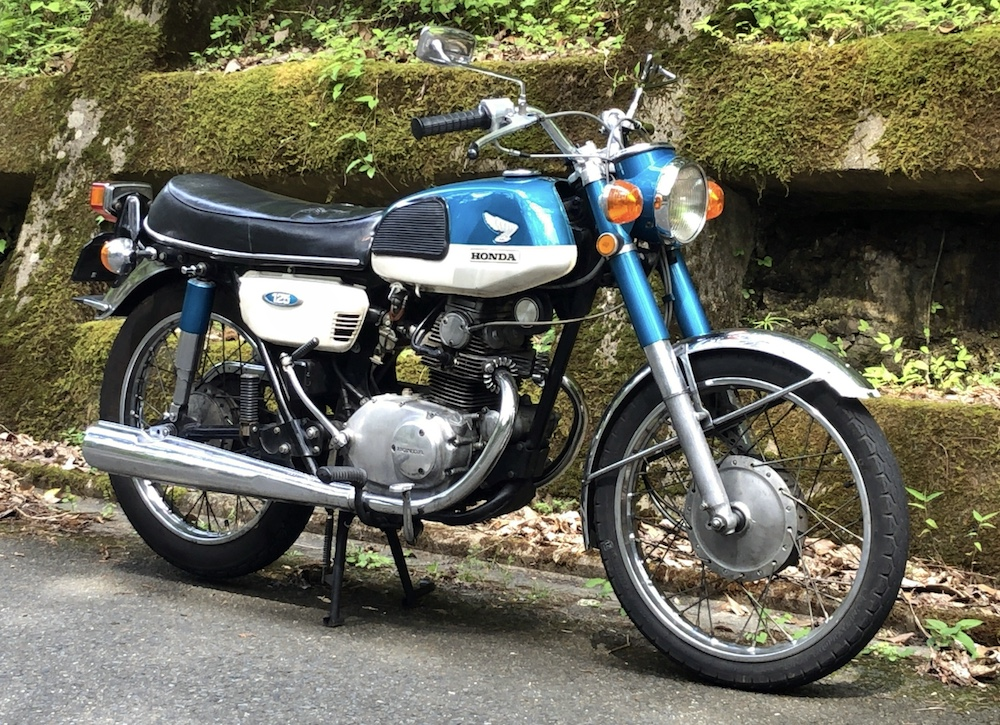
CB125（K3）1969年製

- CB125（K3）1969年製1969年4月26日発表 同年5月1日発売 マイナーチェンジ[4]

車名　CB125　型名　CB125K3　車体番号　CB125-4000001 -
フレームをクレードルタイプへ変更。
エンジンがシリンダー部分直立タイプへ変更。
フロントフォーク上部とテールライトにサイドリフレクター（反射板）を装着。
フロントブレーキを作動時もブレーキランプ点灯へ変更。
本モデルは製造途中から通称K4モデルと呼ばれるリヤサスペンションがフルカバードタイプからスプリングにアッパーカバーのついたタイプに変更。

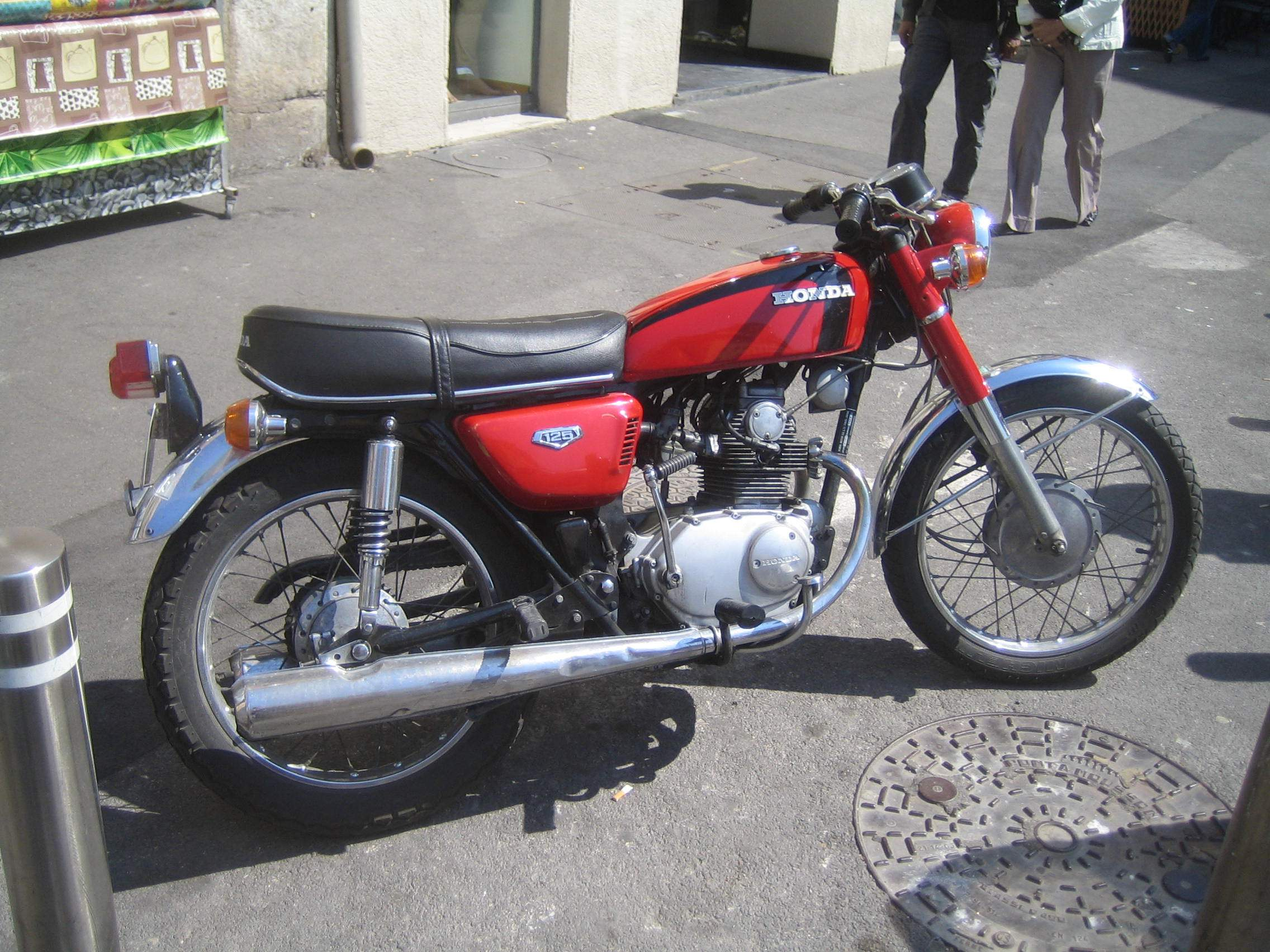
1971年モデル輸出仕様

- 1971年6月14日発売 同月15日発売 マイナーチェンジ[5]

車名　CB125　型名　CB125K5　車体番号　CB125-5000001 -
タンク形状を変更。
ヘッドライトケースに組み込まれていたメーター類を独立させセパレート化。
最高出力14ps/10,500rpm・最大トルク1.0kg-m/9,500rpmへ変更。
- 1972年8月19日発表 同月21日発売 フルモデルチェンジ[6]

車名　CB125　型名　CB125K6　　車体番号　CB125-6000001 -
機械式前輪ディスクブレーキを搭載するCB125JX (通称：セニアB6) を追加。
燃料タンクをタンク上部に凹凸のパッドを配置する通称『5角台形タンクと呼ばれる形状に変更。
リヤフェンダーマッドガードを廃止。
リヤサスペンションスプリングカバーを廃止。
シリンダーフィンを8枚→6枚に変更。
ダイナモカバーを角→丸型に変更。
- 1977年3月23日発表 同月24日発売 フルモデルチェンジ[7]

車名をCB125T-Iとする。
車体デザインを後のCB750F/CB400Nにも通ずるタンクからサイドカバーに繋げる基調のデザインに変更。
カムチェーンをシリンダー間配置へ変更。
クランクシャフトにボールベアリング3点支持化。
最高出力16ps/11,500rpm・最大トルク1.0kg-m/10,500rpmに出力向上。
セルフスターターを廃止。
- 1978年4月26日発表 同月27日発売[8]

コムスターホイー装着のCB125Tを追加。
従来のスポークホイール装着車はCB125T-Iのまま。
- 1979年5月15日発表 同月16日発売 マイナーチェンジ[9]

中低速域出力特性向上の見直しから最高出力を15psにダウン。
オプションでセミフラットハンドルモデルを追加。
- 1981年2月 マイナーチェンジ[10]

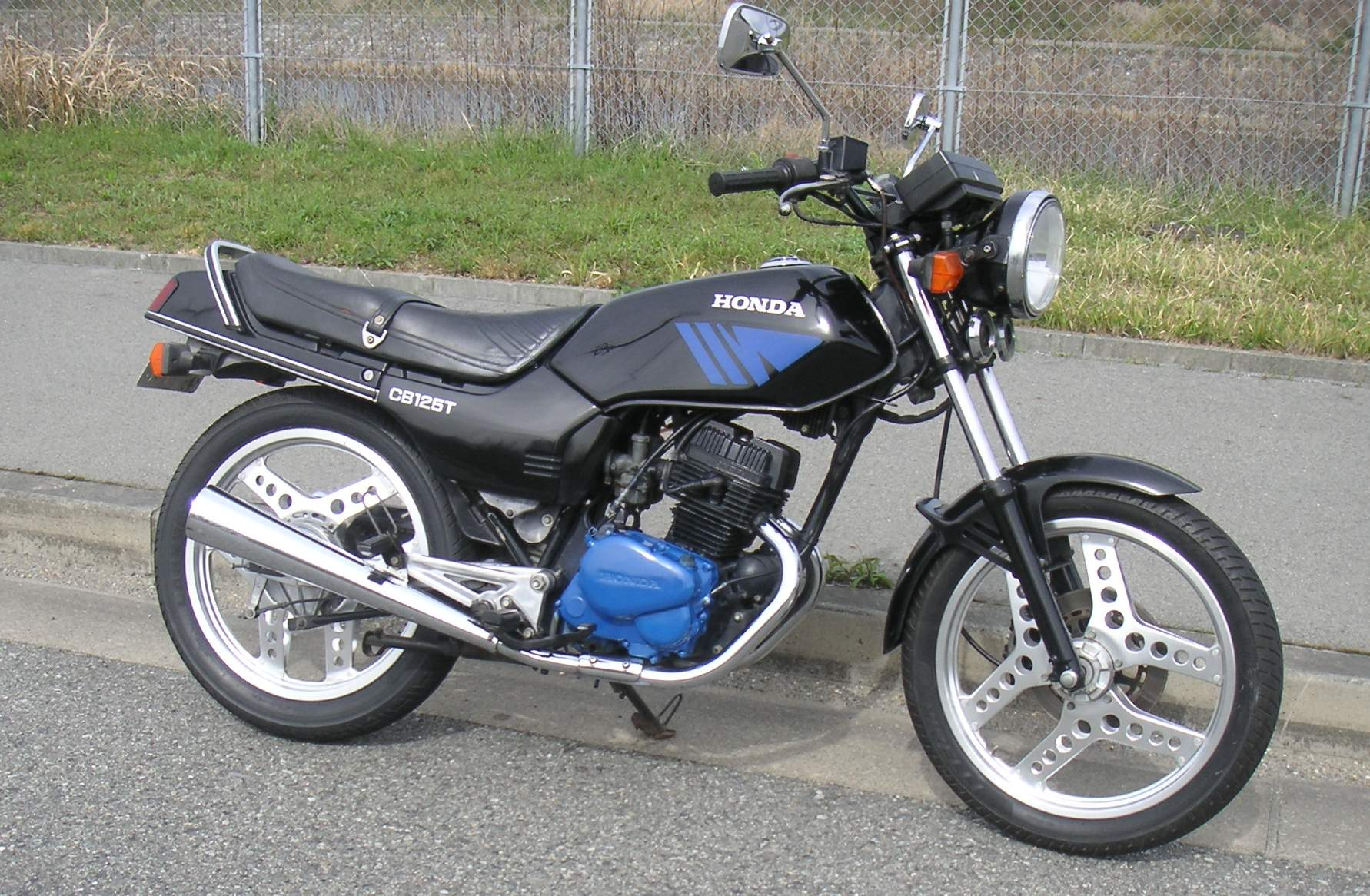
JC06型

- 1982年5月28日発表 同年6月1日発売 フルモデルチェンジ[11]

型式名をCB125T→JC06に変更
車体番号JC06-1100001 -
エンジン特性の大幅見直しにより最高出力16ps/10,500rpm・最大トルク1.2kg-m/9,000rpmへ向上。
リヤサスペンションをプロリンク式へ変更。
フロントディスクブレーキをデュアルピストンキャリパー油圧式へ変更。
ホイールをオールアルミ製ブーメラン型スポーツコムスターホイールへ変更。
電装系を6Vから12Vに変更しセルモーターを再度搭載。
エンジン本体を黒塗装に変更。
- 1984年10月23日発表 同月24日発売 マイナーチェンジ[12]

車体番号JC06-1100001 -
ヘッドライトをH4ハロゲンバルブ55/60Wに変更。
- 1987年9月24日発表 同月25日発売 マイナーチェンジ[13]

車体番号JC06-1200001 -
キャブレターをCV型2連装へ変更
ホイールを3本スポークのアルミ製キャストホイールへ変更。
エンジンの黒塗装を廃止し銀色へ変更。
- 1991年10月18日発表 同月28日発売 マイナーチェンジ[14]

車体番号JC06-1300001 -
常時点灯式変更によりヘッドライトスイッチを廃止
カラーリングを変更
- 1993年5月20日発表 同年6月1日発売 マイナーチェンジ[15]

車体番号JC06-1400001 -
前後ホイールとエンジンをグレーメタリックに塗装変更。
- 1998年3月20日発表 同月27日発売 マイナーチェンジ[16]

車体番号JC06-1500001 -
カラーリングを変更
- 2001年2月9日発表 同月10日発売 マイナーチェンジ[1]

車体番号JC06-1600001 -
平成11年自動車排出ガス規制に適合させ型式名をBC-JC06へ変更。
エキゾーストエアインジェクションシステム（二次空気導入装置）搭載ならびにキャブレターセッティングの見直しにより最高出力15ps/11,000rpm・最大トルク10N-m/8,500rpmへ変更。
- 2003年生産終了

### 教習車仕様
1975年の運転免許制度改正により、当初は自動二輪免許小型限定、1997年以降は普通自動二輪免許小型限定教習車仕様も製造販売され多くの自動車教習所で使用された。
2015年現在で生産終了から10年以上が経過している上に部品の一部製廃も発生しているが、一時期小型自動二輪免許教習の代替となる車両が全く存在しなかった時期もあったことから、引き続き使用されているケースも多かった。しかし同年11月27日に中華人民共和国広東省広州市の現地法人五羊-本田摩托(広州)有限公司（Wuyang-Honda Motors (Guangzhou) Co., Ltd.）が製造し、ヨーロッパなどで販売するCB125Fをベースとした教習車仕様を本田技研工業が輸入事業者となり同年12月11日から発売することが発表された。

### 派生車種
本モデルと基本コンポーネンツを共用する車種について解説する。なおCLシリーズはホンダ・CLも参照のこと。

#### CD125
なお、CD125をベースにアメリカンタイプとしたCM125Tが製造販売された。

#### ベンリイCL125
1966年6月発売。センターアップマフラーやブロックタイプタイヤへ換装を行いオン・オフロード両用としたスクランブラータイプである。エンジンも中低速向けにチューンしなおした上にセルモーターを廃し、トランスミッションも4速となる。
1968年7月27日発表、同年8月1日発売でマイナーチェンジを実施。競合他社のモデルがオフ性能をより強化したデュアルパーパスタイプにシフトしたことから、性能に見劣りがするようになりCB90の単気筒エンジンをベースとした新設計のCL125Sが生産されるが1973年までに後継モデルのSLシリーズへ移行する形で生産中止。

#### ベンリイCB135・ベンリイCL135
1970年9月25日発表、同月27日発売。CB125K1のエンジンをベースに内径を2.0mm拡大し46.0mmとし、排気量を136ccまでアップさせて高速道路走行が可能となる普通自動二輪車（軽二輪）としたモデル。最高出力は15ps/11,000rpm（CLは14ps/10,000rpm）と殆ど変わらず、他の基本コンポーネンツも共用しているために識別点はサイドカバーの排気量を示すエンブレム程度である。1973年までに生産中止となった。

#### ベンリイCB160
1964年10月発売。CB93のエンジンをベースに内径を6.0mm拡大し50.0mmとし、排気量を161ccまでアップさせたベンリイCB95スーパースポーツのモデルチェンジ車。最高出力16.5ps/10,000rpm・最大トルク1.24kg-m/8500rpm。日本国内での販売は1965年で打ち切られたが、海外輸出はスクランブラータイプの姉妹車となるCL160とともに後述するCB175へモデルチェンジするまで継続した。

#### CB175・CL175・ベンリイSL175
CB・CLは1970年2月6日発表、同月7日発売。上述したCB160のエンジン内径をさらに2.0mm拡大し52.0mmとし、排気量を174ccまでアップさせたモデルであるが、こちらはベンリイのペットネームもなく、上述するCB160のモデルチェンジという意味合いも含まれている。最高出力は20ps/10,000rpm（CLは19ps/10,000rpm）と大幅に強化されており、対応のためにフレームの強化などを含めて車両重量も112kgから135kgに増加した。なおCBは1971年7月5日発表、同月6日発売で安全装備充実化ならびに騒音低減に対応するマイナーチェンジを実施。
さらに海外向け輸出仕様ではCB・CLと同時発売されていたデュアルパーパスモデルのSL175も日本国向け仕様がベンリイSL175の車名で1970年6月5日発表発売された。
このほか姉妹車で360°クランクを採用し輸出仕様のみ生産されたCD175は1979年まで製造されたが、CB・CLは1973年にCB200・CL200へモデルチェンジ、ベンリィSLは廃モデルとなった。

#### CB200
1973年発売の輸出専用モデル。本モデルのエンジン内径を11.5mm拡大し55.5mmとし、排気量を198ccまでアップさせたCB175のモデルチェンジ車。1979年に生産中止。姉妹車としてCL200が1974年のみ生産された。

## 日本国内・海外での評価

### 日本国内
本来スポーツモデルであるため基本的に上位クラス車種とデザインの類似性を有する。
- 1968年モデル：ドリームCB250（1968年モデル）
- 1972年モデル：ドリームCB400FOUR（1974年モデル）
- 1977年モデル：ホークIII（CB400N）（1978年モデル）
- 1982年モデル：CB750F（1979年モデル）

この傾向は単気筒エンジンを搭載するCB125JXの1975年モデルもドリームCB400FOURに類似したデザインだったことにも波及し、本車が上位機種となったことから顕著となったが、1980年モデルではCB125JXもCB125Tに類似したデザインに移行した。
1970年代前半までは市販車両を改造して参加するプロダクションレースではほぼ本モデルのワンメイクレースとなる状況であったが、2ストロークエンジン搭載車の台頭によりレース界からはほぼ駆逐された以後は、スポーツモデルとしてよりも通勤などのビジネス用途も要求された。そのためその後のモデルチェンジでは、リヤキャリアが標準装備になった時期が存在する。

### 日本国外
対北米・ヨーロッパを中心にCB92・CB125Sのほか排気量を拡大したモデルチェンジ車も含め多数輸出販売された。また1982年モデル以降のプロリンクサスペンション搭載車はCB125TD Super Dreamの車名でイギリスやフランスなどで販売。1990年代以降はシンガポールをはじめとするアジア諸国にも輸出された。日本国内モデル生産終了後は中華人民共和国で現地法人の嘉陵本田が引き続き生産を行っていたが、2005年に製造を終了した。
また1998年から2000年にかけて販売店チェーンレッドバロンが、ヨーロッパ仕様車を大量に逆輸入販売した記録がある。
- 同モデル日本国内仕様と比較すると原付二種を示すフロントフェンダー白帯シールと車体後部三角シールがないほか車体番号が異なるなどの相違点がある。